# Лафайетт (тауншип, Миннесота)
Лафиет (англ. Lafayette) — тауншип в округе Николлет, Миннесота, США. На 2000 год его население составило 724 человек.

## География
По данным Бюро переписи населения США площадь тауншипа составляет 130,7 км², из которых 130,5 км² занимает суша, а 0,2 км² — вода (0,14%).

## Демография
По данным переписи населения 2000 года здесь находились 724 человек, 265 домохозяйств и 218 семей.  Плотность населения —  5,5 чел./км².  На территории тауншипа расположено 275 построек со средней плотностью 2,1 построек на один квадратный километр. Расовый состав населения: 99,59% белых, 0,14% азиатов и 0,28% приходится на две или более других рас. Испанцы или латиноамериканцы любой расы составляли 0,14% от популяции тауншипа.
Из 265 домохозяйств в 36,2% воспитывались дети до 18 лет, в 75,1% проживали супружеские пары, в 3,0% проживали незамужние женщины и в 17,4% домохозяйств проживали несемейные люди. 14,3% домохозяйств состояли из одного человека, при том 6,0% из — одиноких пожилых людей старше 65 лет. Средний размер домохозяйства — 2,73, а семьи — 3,04 человека.
26,4% населения младше 18 лет, 8,1% в возрасте от 18 до 24 лет, 27,6% от 25 до 44, 27,2% от 45 до 64 и 10,6% старше 65 лет. Средний возраст — 38 лет. На каждые 100 женщин приходилось 116,1 мужчин.  На каждые 100 женщин старше 18 приходилось 114,1 мужчин.
Средний годовой доход домохозяйства составлял 51 319 долларов, а средний годовой доход семьи —  55 083 долларов. Средний доход мужчин —  30 938  долларов, в то время как у женщин — 26 696. Доход на душу населения составил 23 397 долларов. За чертой бедности находились 5,4% семей и 7,1% всего населения тауншипа, из которых 9,5% младше 18 и 15,7% старше 65 лет.